# Халатбари, Мохаммад-Реза
Мохамма́д-Реза́ Халатбари́ (перс. محمدرضا خلعتبری‎; 14 сентября 1984, Ноушехр, Мазендеран) — иранский футболист, полузащитник клуба «Падиде». Выступал за сборную Ирана.

## Карьера

### В клубах
Халатбари — воспитанник «Эстеглала». В сезоне 2003/04 начал профессиональную карьеру в клубе высшей лиги Ирана «Шемушак». Забив один гол за сезон и заняв в лиге 14-е место, перешёл в «Абумослем», с которым дошёл до финала Кубка страны 2004/05 и становился в чемпионате последовательно восьмым и пятым.
С сезона 2006/07 Мохаммад-Реза защищает цвета «Зоб Ахана». С «зелёными» он стал серебряным призёром Лиги чемпионов АФК 2010 года, забив единственный гол своей команды в финале, завершившимся со счётом 3:1 в пользу южнокорейского клуба «Соннам Ильхва Чхонма». Также был выигран Кубок Ирана 2008/09 и взято два серебра чемпионата: в сезонах 2008/09 и 2009/10. В сезоне 2008/09 Халатбари стал также с 9-ю передачами лидером чемпионата по этому показателю.

### В сборных
В 2006 году был членом олимпийской сборной Ирана. С 2008 года выступает за первую сборную страны, стал с ней чемпионом Западной Азии 2008 года, участвовал в Кубке Азии 2011 года, где иранцы остановились на стадии четвертьфинала. 9 февраля 2011 года в Абу-Даби на 90-й минуте товарищеского матча против сборной России забил свой первый гол за сборную, ставший в той игре единственным. 28 июля того же года своим голом принёс победу сборной в отборочном матче к чемпионату мира 2014 года против Мальдив.

## Достижения

### Командные
Иран
- Победитель чемпионата Западной Азии: 2008

«Абумослем»
- Финалист Кубка Ирана: 2004/05

«Зоб Ахана»
- Финалист Лиги чемпионов АФК: 2010
- Второе место в чемпионате Ирана: 2008/09, 2009/10
- Обладатель Кубка Ирана: 2008/09

### Личные
«Зоб Ахан»
- Лучший ассистент чемпионата Ирана: 2008/09